# Chrystia Freeland

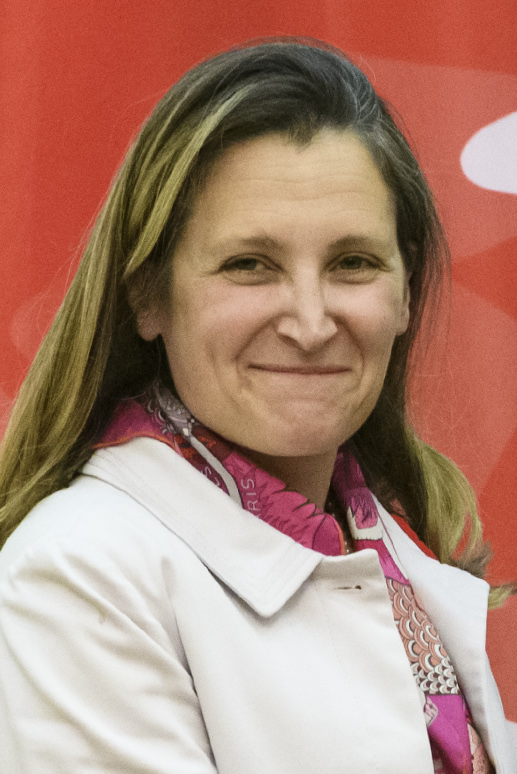
Chrystia Freeland (2019)

Christina Alexandra „Chrystia“ Freeland PC (* 2. August 1968 in Peace River, Alberta) ist eine kanadische Publizistin und Politikerin. Vor ihrer politischen Laufbahn arbeitete sie als Journalistin und stellvertretende Herausgeberin für verschiedene Zeitungen und Agenturen, darunter die Financial Times, The Globe and Mail sowie Thomson Reuters. Seit November 2013 ist Freeland für die Liberale Partei Mitglied des kanadischen Unterhauses. Im Kabinett Trudeau war sie von 2015 bis 2017 Ministerin für internationalen Handel und zwischen 2017 und 2019 Außenministerin. Ab November 2019 amtierte Freeland als stellvertretende Premierministerin und Ministerin für zwischenstaatliche Angelegenheiten, die für das Verhältnis der Bundesregierung zu den Regierungen der kanadischen Provinzen und Territorien verantwortlich ist. Seit dem 18. August 2020 war Freeland Finanzministerin Kanadas sowie weiterhin stellvertretende Premierministerin. Aufgrund von Meinungsverschiedenheiten mit Premierminister Justin Trudeau trat sie im Dezember 2024 von ihren Ämtern im Kabinett zurück. Ihr Mandat als Abgeordnete behält sie und will bei der nächsten Wahl auch wieder kandidieren. Sie ist seit dem 14. März 2025 Transportministerin und Ministerin für inländischen Handel im 30. Kanadischen Kabinett.

## Leben
Chrystia Freeland wurde als Tochter des Landwirts und Rechtsanwalts Donald Freeland, der Mitglied der Liberalen Partei Kanadas war, und seiner Ehefrau Halyna Chomiak (1946–2007), ebenfalls Anwältin und Mitglied der sozialdemokratischen Neuen Demokratischen Partei, geboren.
Ihre Großeltern mütterlicherseits stammten aus der Ukraine und flohen gegen Kriegsende vor der Roten Armee zunächst 1944 von Krakau nach Wien und dann 1945 weiter nach Deutschland, wo ihre Mutter 1946 in einem Lager für Displaced Persons in Bad Wörishofen in Bayern zur Welt kam.
Nach ihrem Schulabschluss erwarb sie in Harvard den Bachelorgrad in russischer Geschichte und in Oxford den Mastergrad für Slawistik. Sie ist mit dem britischen Reporter und Autor Graham Bowley verheiratet und hat drei Kinder. Seit dem Sommer 2013 lebt sie in Toronto.
Freeland war an der Herausgabe eines wissenschaftlichen Artikels über die Nazi-Vergangenheit ihres Großvaters Michael Chomiak (ukrainisch Миха́йло Хом'я́к / Michajlo Chomjak) beteiligt, den ihr Onkel, der Historiker John-Paul Himka,
ein inzwischen emeritierter Geschichtsprofessor der University of Alberta, 1996 verfasste. Chomiak, der 1939 vor den anrückenden Sowjettruppen aus dem damals noch polnischen Lemberg nach Krakau geflohen war, arbeitete als nationalsozialistischer Propagandist für das im Januar 1940 von den Nazis neugegründete, ukrainischsprachige Exilantenblatt Krakiwski Wisti (ukrainisch: Краківські вісті: народний часопис для Генерал-Губернаторства, deutsch: Krakauer Nachrichten – Ukrainische Volkszeitung für das Generalgouvernement). Die Zeitung war eng an das Ukrainische Zentralkomitee in Krakau angelehnt, das von Wolodymyr Kubijowytsch geleitet wurde. Chomiak wurde – angeblich gegen seinen Willen – von den Nazis zum Chefredakteur ernannt. Das Blatt erschien erstmalig am 7. Januar 1940. Im Jahr 1944 wurde der Zeitungsverlag aufgrund der vorrückenden Sowjettruppen nach Wien verlegt. Am 29. März 1945 erschien die letzte Ausgabe. Himka kam zu dem Schluss, dass Chomiak zwar ein Kollaborateur gewesen sei, wies jedoch darauf hin, dass die deutschen Besatzer die letzten redaktionellen Entscheidungen über die antisemitischen Artikel des Blattes und andere pro-nazistische Texte trafen. Chomiak wurde von Emil Gaßner, dem NS-Pressechef im so genannten Generalgouvernement, beaufsichtigt.

## Tätigkeit

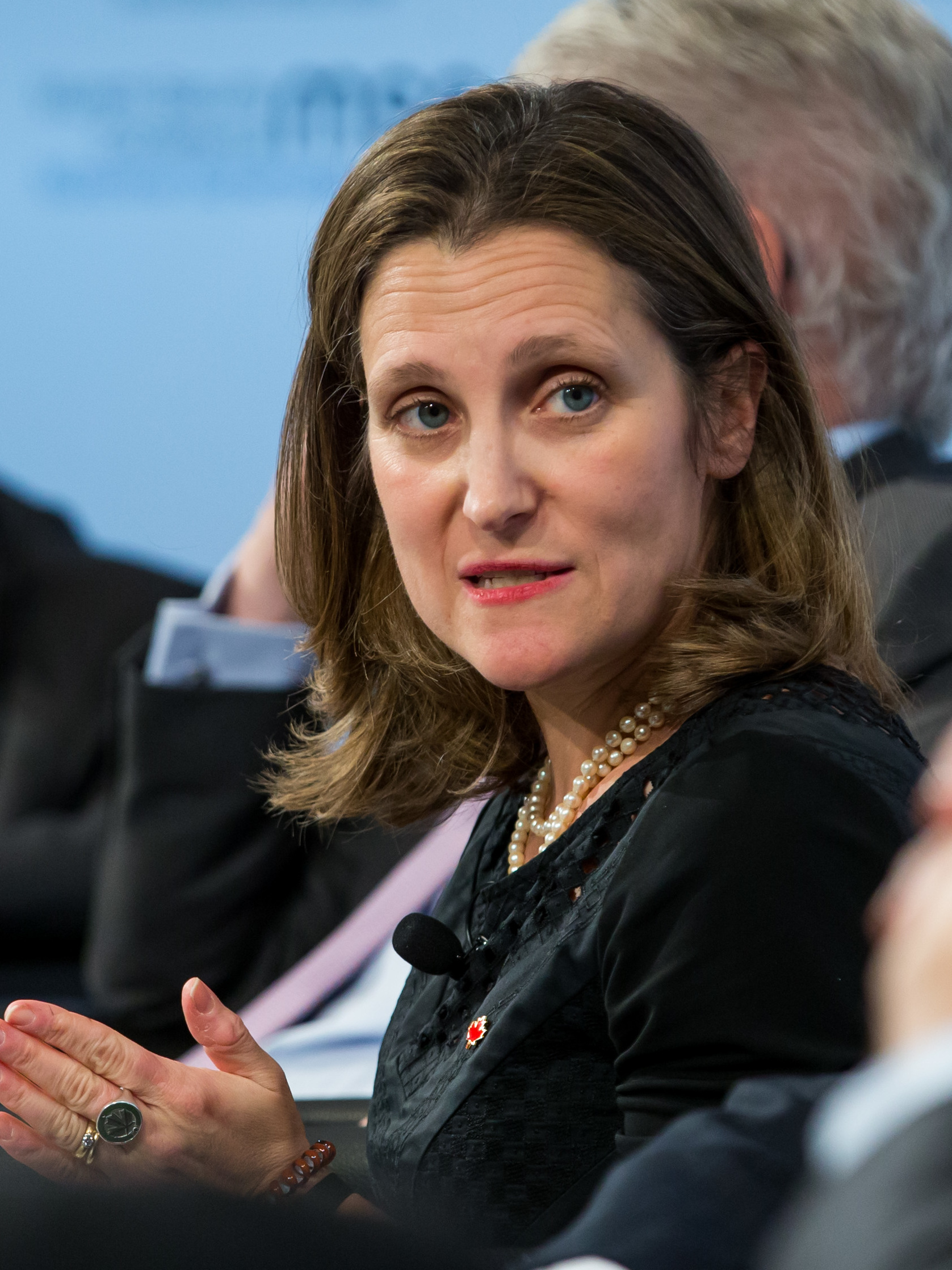
Freeland während der 54. Münchner Sicherheitskonferenz 2018

Zunächst war Freeland als freie Journalistin für Financial Times, The Washington Post und The Economist in der Ukraine tätig.
Später war sie stellvertretende Herausgeberin der Financial Times in London und 1999 bis 2001 von The Globe and Mail, zuletzt Redakteurin bei Thomson Reuters Digital.
Am 26. Juni 2013 wandte sich Freeland vom Journalismus ab und der Politik zu, indem sie sich um die Kandidatur der Liberalen Partei für den durch Bob Raes Rücktritt freiwerdenden Sitz im Wahlbezirk Toronto Centre des kanadischen Unterhauses bewarb. Am 15. September wurde sie dafür nominiert und gewann am 25. November 2013 die Wahl in das Unterhaus mit 49 % der Stimmen. Bei der Unterhauswahl 2015 trat sie in dem ebenfalls in Toronto gelegenen Wahlbezirk University–Rosedale an und gewann mit 49,8 % der Wählerstimmen. Diesen Sitz konnte Freeland bei der Wahl 2019 mit 51,7 % der Stimmen verteidigen.
Freelands Name steht auf der vom russischen Außenministerium am 21. März 2014 veröffentlichten Liste von Personen, denen im Zusammenhang mit der Annexion der Krim durch Russland die Einreise nach Russland verwehrt ist. Im Kabinett von Justin Trudeau amtierte sie seit dem 4. November 2015 als Ministerin für internationalen Handel und engagierte sich für den Abschluss des Freihandelsabkommens CETA zwischen Kanada und der EU.
Am 10. Januar 2017 wurde sie als neue Außenministerin eingesetzt. Bei einem Kabinettumbau am 20. November 2019 wurde sie von Justin Trudeau zur Ministerin für zwischenstaatliche Angelegenheiten und zudem zur stellvertretenden Premierministerin Kanadas ernannt.

## Politische Positionen

### Konflikt mit Saudi-Arabien ab 2018
Freeland äußerte sich am 2. August 2018 zu Menschenrechten am Beispiel der saudischen Frauenrechtsaktivistin Samar Badawi und verlangte ihre Freilassung. Auch die kanadische Botschaft in Riad hatte sich „ernsthaft besorgt“ über eine neue Welle von Festnahmen von Menschenrechtsaktivisten gezeigt und die sofortige Freilassung Badawis gefordert.

„Wir bitten die saudi-arabischen Behörden dringend, Samar Badawi und alle anderen friedlichen Menschenrechtsaktivisten freizulassen.“

Das saudische Außenministerium betrachtete das als eine „eklatante und unzulässige Einmischung in innere Angelegenheiten“, die man nicht akzeptiere, es sei ein Affront. Als Reaktion verwies Saudi-Arabien am 6. August 2018 den kanadischen Botschafter des Landes. Gleichzeitig rief die Regierung in Riad ihren Botschafter in Kanada zurück. Zudem setzte Saudi-Arabien ein erst vor Kurzem geschlossenes Handelsabkommen mit Kanada aus.
Badawi war nach Angaben der Menschenrechtsorganisation Human Rights Watch Anfang August 2018 zusammen mit ihrer Mitstreiterin Nassima al-Sadah festgenommen worden. Die beiden Frauen hatten jahrelang für das Recht gekämpft, in dem Königreich Auto fahren zu dürfen. Die Festnahmen sind für HRW ein Signal, dass das saudische Königshaus jeden friedlichen Widerspruch gegen die Autokratie als Bedrohung verstehe. Samar Badawi ist die Schwester des inhaftierten saudischen Bloggers Raif Badawi. Er wurde 2012 verhaftet und später zu zehn Jahren Haft und 1000 Peitschenhieben verurteilt. Saudi-Arabien wirft ihm unter anderem vor, religiöse Werte angegriffen zu haben. Badawi lebt mit seiner Ehefrau Ensaf Haidar und ihren drei Kindern in Quebec. Sie sind alle Staatsbürger Kanadas.
Am 6. August 2018 teilte Saudi-Arabien mit, dass Studierende des Landes in Kanada (die Saudis sprechen von 7000 Personen) umgehend außer Landes geschafft und in andere Länder verteilt würden. Die saudische staatliche Fluglinie werde ab 13. August alle Flüge nach Toronto beenden.
Kanada bedauerte die saudischen Maßnahmen und erklärte, es würde weiterhin friedliche Menschenrechtsaktivisten in aller Welt unterstützen.
Freeland sprach auch in Berlin über Menschenrechte, in Anwesenheit des deutschen Außenministers. Kanada will sich gemeinsam mit anderen Ländern dafür einsetzen:

„Wir zählen und hoffen dabei auf Deutschlands Unterstützung. Wir werden uns weiterhin für die Einhaltung der Menschenrechte einsetzen, selbst wenn man uns sagt, wir sollten uns um unsere eigenen Angelegenheiten kümmern, und wenn mit Folgen gedroht wird.“

### Kanadisch-deutsche Beziehungen
In einem Kurz-Interview mit dem Spiegel im Sommer 2018 akzentuierte Freeland ihr gutes Verhältnis zu dem damaligen deutschen Außenminister Heiko Maas:

„Der Minister ist eine der führenden Stimmen weltweit, wenn er die Rückkehr zur regelbasierten Ordnung (sc. in der Weltpolitik) einfordert. Die Menschen in Deutschland unterschätzen vielleicht den Einfluss der deutschen Außenpolitik. Die Wahrheit ist, dass die Welt Deutschland sehr ernst nimmt. … Wir arbeiten nun enger mit den Europäern zusammen.“

### Freeland-Doktrinzur Geopolitik
Mit dem Vorwurf, Vertreter der Kommunistischen Partei Chinas agierten in der Asiatischen Infrastruktur-Investitionsbank „wie eine interne Geheimpolizei“, kündigte Freeland im Juni 2023 an, Kanada werde alle Verbindungen zu dieser Bank einstellen. Laut Mark Leonard, Direktor des European Council on Foreign Relations, solle der Westen gemäß der von Freeland für Kanada formulierten Doktrin, statt den „Zerfall der geopolitischen Ära, die nach dem Kalten Krieg begann, hinauszuzögern“, dazu übergehen, „die Beziehungen zu Autokratien zu kappen und sich stärker auf die Bildung kleinerer, gleichgesinnter Gruppierungen“ wie etwa die G7 zu konzentrieren.

## Schriften
- 2000: Sale of the Century über die Transformation Russlands vom Sozialismus zum Kapitalismus.[34]
- 2012: Plutocrats. The Rise of the New Global Super-Rich and the Fall of Everyone Else.[35]
  - Übers. Andreas Simon dos Santos: Die Superreichen. Aufstieg und Herrschaft einer neuen globalen Geldelite. Westend, Frankfurt 2013, ISBN 978-3-86489-045-1

## Auszeichnungen
- 2013: Lionel Gelber Prize für Plutocrats: The Rise of the New Global Super Rich and the Fall of Everyone Else[36]
- 2018: Eric-M.-Warburg-Preis[37]